# Victory (The Jacksons)
Victory è il quinto album in studio del gruppo musicale statunitense The Jacksons, sotto l'etichetta discografica Epic Records (il diciassettesimo della loro carriera se si considerano gli album pubblicati sotto l'etichetta Motown con il nome "Jackson 5", inclusi i due album di vecchi inediti Joyful Jukebox Music e Boogie) pubblicato il 6 luglio 1984.
Il disco segnò il ritorno nella formazione del fratello Jermaine, uscito dalla band nel 1976 (sostituito dal più piccolo dei fratelli, Randy) e rientratovi nel 1983 e, quindi, anche il passaggio da cinque a sei membri. È anche l'ultimo album dei Jacksons a cui Michael e Marlon abbiano partecipato attivamente, e non come ospiti. Fu dedicato, tra gli altri, alla madre Katherine Jackson, al cantante Marvin Gaye, assassinato due mesi prima per mano del padre, e a Teddy Pendergrass. L'album raggiunse la posizione numero 4 della Billboard 200, diventando l'ultimo album di successo dei fratelli Jackson, e vendette oltre 2 milioni di copie negli stati uniti, venendo certificato doppio Platino dalla RIAA, e oltre 7 milioni di copie in tutto il mondo.
Nel 2021 ne è stata realizzata una nuova versione digitale estesa con al suo interno l’album completo con l’aggiunta di 11 canzoni bonus incluse B-side, versioni strumentali, versioni estese e altre.

## Descrizione

### Antefatti
A causa del successo senza precedenti dell'album Thriller di Michael Jackson nel 1982 e dopo il successo della reunion dei fratelli Jackson nello speciale televisivo Motown 25 nel 1983, ci fu una sempre più crescente attenzione mediatica verso i fratelli Jackson e cominciarono a circolare voci sempre più insistenti di un possibile album dei fratelli al completo. Così, tra la fine del 1983 e l'inizio del 1984, Jermaine decise di tornare nel gruppo lasciando la Motown, dove aveva trascorso otto anni come solista a tutti gli effetti (i suoi fratelli erano passati alla Epic Records nel 1976). Quando la notizia che i fratelli sarebbero tornati insieme per registrare il loro diciassettesimo album in studio, e il loro primo album con tutti i membri delle incarnazioni dei Jackson 5 e dei Jacksons presenti, l'attesa da parte dei fan e dei media si fece spasmodica, trattandosi anche del primo lavoro a cui Michael Jackson prendeva parte dopo il grandioso successo del suo ultimo album da solista.

### Composizione
Mancando della coesione dei precedenti album di successo dei fratelli, Destiny e Triumph, e senza la forza trainante principale di Michael al timone, sempre più impegnato nella sua carriera solista, Victory divenne più un campionamento di sei album solisti che uno sforzo mirato; i fratelli ebbero infatti poco modo di lavorare insieme in studio: le canzoni che andarono a comporre il disco furono principalmente brani da solista a cui ciascuno dei fratelli aveva lavorato indipendentemente in quel periodo. Ogni fratello aveva almeno una canzone: Michael inserì State of Shock e la ballata Be Not Always, Randy One More Chance e The Hurt, Tito We Can Change the World, Jackie Wait e Marlon Body. Jermaine, che aveva raggiunto i fratelli solo alla fine della lavorazione, alternò solamente la sua voce a quella di Michael in Torture e cantò nei cori finali di Wait e in quelli di One More Chance e The Hurt.

### I brani

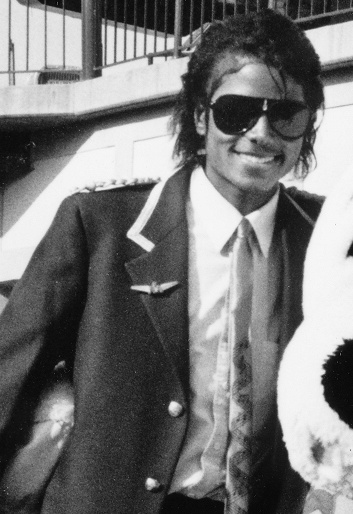
Michael Jackson nel 1984.

L'album si apre col pezzo R&B/rock Torture, un duetto tra Michael e Jermaine che era stato originariamente pensato come duetto tra Michael e Jackie, che co-scrisse la canzone; nella versione finale, invece, Jackie è presente solo nei cori e negli ad libitum. Seguono Wait, un pezzo funky interpretato solo da Jackie dove Michael appare solo con degli ad libs sul finale, e la struggente ballata One More Chance, scritta e composta solo da Randy che la interpreta pertanto come cantante principale; fu l'unica canzone dei Jacksons ad essere stata reinterpretata anche da un altro familiare: la sorella Janet ne fece una cover e la inserì come lato B del suo singolo di successo If nove anni dopo. L'album prosegue poi con la ballata socialmente impegnata Be Not Always, una canzone contro la guerra scritta e composta da Michael e Marlon che è accompagnata da un arrangiamento acustico e scarno. È poi il momento del singolo principale, il duetto State of Shock; Michael ne registrò inizialmente una demo col cantante dei Queen, Freddie Mercury (trapelata negli ultimi anni in rete) ma, a causa degli impegni di quest'ultimo, non fu possibile ultimarla e registrò allora questa seconda e definitiva versione col cantante Mick Jagger dei Rolling Stones. Michael registrò altre due demo con Mercury durante le sessioni di Victory: There Must Be More to Life Than This, pubblicata solo nel 2014 nella raccolta dei Queen, Queen Forever, e Victory, che dette il titolo all'album, ma che non venne inserita nella scaletta finale e restò inedita. L'album prosegue poi con la melodia funk-blues su un groove caraibico di We Can Change The World, co-scritta da Tito che è anche il cantante principale nel pezzo. Concludono l'album i pezzi The Hurt, dove Randy canta nuovamente come voce principale, co-scritta da Michael, Randy e da due componenti dei Toto, David Paich e Steve Porcaro, che suonano anche alcuni strumenti nel brano, e Body, una canzone in puro stile dance anni '80 scritta solo da Marlon e che si ispira al groove della canzone di Michael Wanna Be Startin’ Somethin', dall'album Thriller.

## La copertina
Durante le sessioni di registrazione nacquero delle tensioni tra i fratelli e, di conseguenza, fu realizzato solo il minimo dei servizi fotografici. Per la copertina dell'album si scelse un'illustrazione. Fu commissionata all'illustratore statunitense Michael Whelan, che aveva già creato copertine di altri dischi e di libri di successo, come quelle realizzate per alcuni romanzi di Stephen King o Isaac Asimov. Nella prima versione della copertina del disco era disegnata una colomba bianca sulla spalla di Randy, il terzo da sinistra. Nelle versioni successive la colomba fu rimossa. Secondo alcuni ciò fu dovuto al fatto che, più o meno nello stesso periodo di uscita di Victory, Prince, allora considerato "il rivale" di Michael, aveva pubblicato il singolo When Doves Cry ("Quando le colombe piangono").
Il singolo di Prince ebbe un grande successo, rimanendo al primo posto nelle classifiche degli Stati Uniti dal 7 luglio al 4 agosto 1984 e sia il singolo che l'album Purple Rain superarono nelle vendite Victory. Secondo altri questo poteva essere il reale motivo per cui la colomba venne poi rimossa dal disco dei Jacksons.

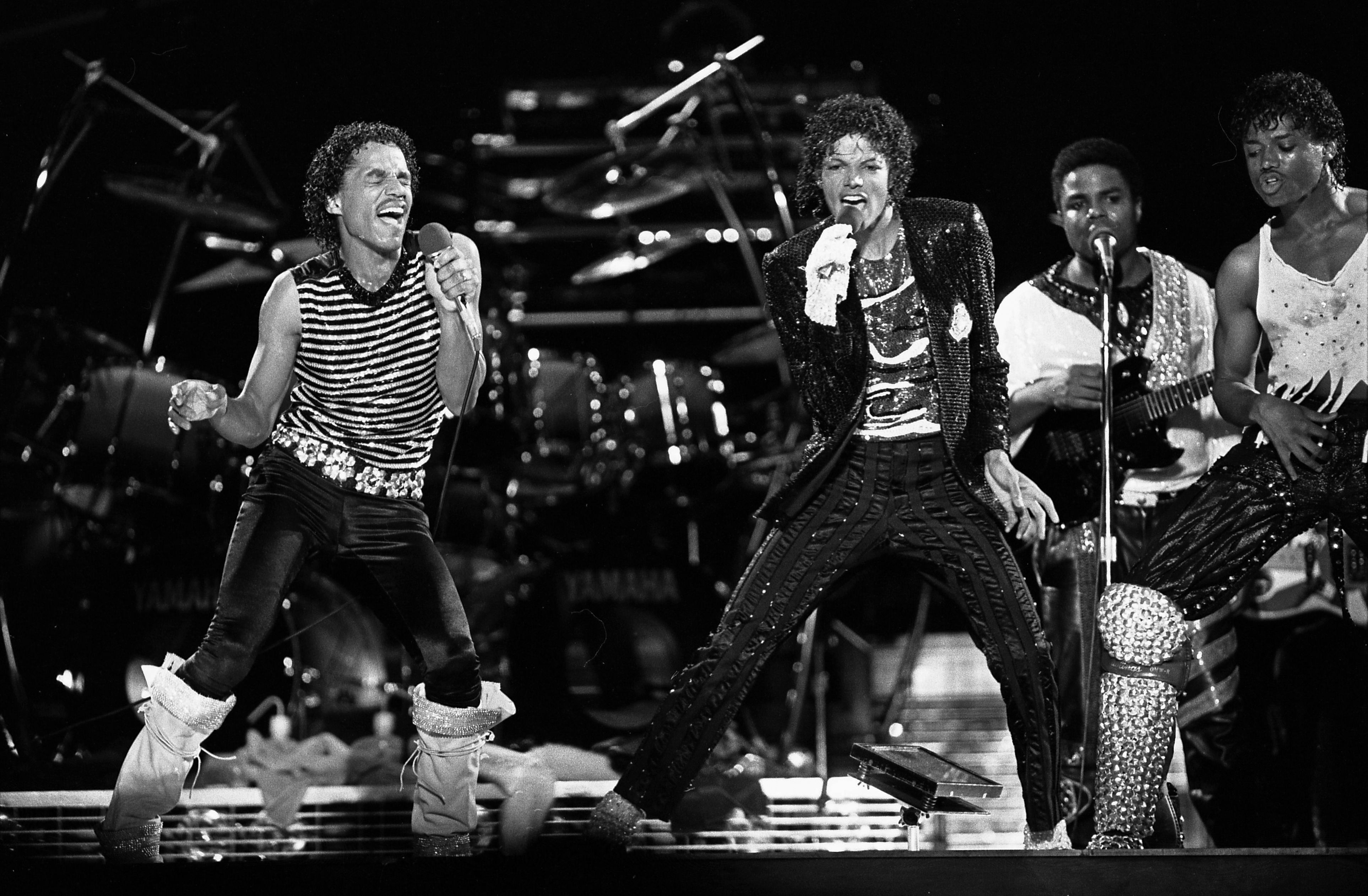
Marlon, Michael, Tito e Randy Jackson durante una tappa del Victory Tour

## Promozione
Dall'album vennero estratti quattro singoli: State of Shock, Torture, Body e Wait. Solo Torture e Body furono accompagnati da videoclip, nei quali però non comparvero né Jermaine né Michael. Nel video di Torture Michael fu sostituito da una statua di cera che lo rappresentava, presa in prestito dal Madame Tussauds.
Il disco fu lanciato da alcune pubblicità della Pepsi che avevano come protagonisti i fratelli Jackson. In una di esse Michael rimase gravemente ustionato al cuoio capelluto. Seguì un grande tour negli Stati Uniti e in Canada, il Victory Tour. Molti ritennero che il disco avrebbe ottenuto più consensi se solo Michael, al vertice della notorietà dopo il successo mondiale di Thriller, lo avesse promosso maggiormente: concentrato sulla carriera solista, fu una decisione dell'artista quella di non partecipare ai videoclip, di non portare la tournée fuori dal Nord America nonostante le grandi richieste del pubblico, e di non eseguire alcun brano di Victory durante i concerti che ne portavano il nome.

## Accoglienza
| Recensione                    | Giudizio |
| ----------------------------- | -------- |
| AllMusic                      |          |
| The Rolling Stone Album Guide |          |
| Robert Christgau              | B+       |

L'album ricevette critiche entusiaste. Il New York Times descrisse l'album come «una raccolta sinuosa, accattivante e ballabile di melodie pop e dance di fratelli che hanno sviluppato stili di canto e scrittura individuali». All Music scrive che Victory «è un album competente di raffinato R&B contemporaneo, occasionalmente orientato verso la grandezza dall'apparizione di una delle voci più identificabili della musica pop». Robert Christgau lodò l'album che, secondo il critico, era stato ingiustamente «vittima di una sindrome da aspettativa accresciuta davvero perversa», definendolo «un album di pop esperto, sicuramente all'altezza di Destiny e Triumph» e assegnandogli una valutazione B+.

## Tracce
1. Torture – 4:53 (Jackie Jackson, Kathy Wakefield)
2. Wait – 5:25 (Jackie Jackson, David Paich)
3. One More Chance – 5:06 (Randy Jackson)
4. Be Not Always – 5:36 (Michael Jackson, Marlon Jackson)
5. State of Shock (feat. Mick Jagger) – 4:30 (Randy Hansen, Michael Jackson)
6. We Can Change the World – 4:45 (Tito Jackson, Wayne Arnold)
7. The Hurt – 5:26 (Michael Jackson, Randy Jackson, David Paich, Steve Porcaro)
8. Body – 5:06 (Marlon Jackson)

### Bonus track della versione digitale estesa (2021)
1. State of Shock (feat. Mick Jagger) (7″ Version) – 4:06
2. State of Shock (feat. Mick Jagger) (12″ Version Dance Mix) – 5:40
3. State of Shock (feat. Mick Jagger) (12″ Version Instrumental) – 4:38
4. Torture (7″ Version) – 4:30
5. Torture (12″ Version Dance Mix) – 6:14
6. Torture (12″ Version Instrumental) – 5:06
7. Body (7″ Version) – 4:22
8. Body (12″ Extended Version) – 5:48
9. Body (7″ Version Instrumental) – 4:15
10. Body (12″ Version Instrumental Extended) – 6:45
11. Wait (7″ Version) – 4:19

## Successo commerciale
Il disco vendette oltre sette milioni di copie nel mondo, debuttando alla posizione numero quattro della classifica generale di Billboard a fronte di prenotazioni per circa 2 milioni di copie, all'epoca le maggiori nella storia della CBS Records, e vendendo 185 000 copie nella prima settimana dalla pubblicazione. Raggiunse il primo posto nella classifica soul di Billboard, venendo certificato il 17 luglio 1984 Disco d'oro dalla BPI per vendite superiori alle 100 000 copie nel Regno Unito e il 30 ottobre doppio Disco di platino dalla RIAA per vendite superiori ai due milioni di copie negli Stati Uniti. L'album ricevette anche due Dischi di platino in Canada rispettivamente il 1º settembre e il 1º ottobre del 1984 per vendite superiori alle 200 000 copie. In Italia conquistò la posizione numero 12 e si piazzò al 58º posto nella classifica degli album più venduti della stagione 1984/85.

## Classifiche
| Classifica (1984)                      | Posizione raggiunta |
| -------------------------------------- | ------------------- |
| Classifica soul (USA)                  | 1                   |
| Classifica generale di Billboard (USA) | 4                   |
| Canada                                 | 1                   |
| Regno Unito                            | 3                   |
| Italia                                 | 12                  |

## Formazione
- Michael Jackson - cori, voce principale nei brani 1, 4 e 5
- Jermaine Jackson - cori, voce principale nel brano 1
- Jackie Jackson - cori, voce principale nel brano 2
- Tito Jackson - chitarra e cori; voce principale nel brano 6
- Randy Jackson - cori, voce principale nei brani 3 e 7
- Marlon Jackson - cori, voce principale nel brano 8